# Нічний переїзд
Нічний переїзд (англ. Night Passage) - американський вестерн режисера Джеймса Нілсона 1957 року.

## Сюжет
Після того, як Грант Маклейн, який працює охоронцем на залізниці, не зміг затримати грабіжника, його звільнили. Він став заробляти на життя грою на акордеоні. Несподівано він отримує пропозицію від Бена Кімбела, шефа ЖД, повернутися на старе місце роботи, так як банда Вайта три рази поспіль пограбувала поїзди, що везуть зарплату робітникам. Бен Кімбел доручає йому доставку $10000…

## У ролях
- Джеймс Стюарт - Грант Маклейн
- Оді Мерфі - Ютіка Кід
- Ден Дюрьї - Вайті Гарбін
- Даян Фостер - Шарлотта Дрю
- Ілейн Стюарт - Верна Кімбел
- Брендон Де Вайлд - Джой Адамс
- Джей С. Фліппен - Бен Кімбел
- Герберт Андерсон - Вілл Реннер
- Роберт Дж. Вілкі - Кончо
- Хью Бомонт - Джефф Курт